# Красимир Гюлмезов
Красимир Гюлмезов е български поп певец, музикант, композитор, текстописец, аранжор и инструменталист, автор на хитове на създадения от него дует „Шик“ и редица български поп певци.

## Биография
Роден е на 10 февруари 1961 година в град Бургас. Рано загубва баща си и още като ученик започва да свири на разнородни инструменти. Като пианист, аранжор и композитор, той завършва музикалното училище с виолончело, като свири на струнни и клавишни инструменти.
На 24-годишна възраст Красимир Гюлмезов печели „Кристалния камертон“ в Полша за аражимента на песента „Този прекрасен свят“, представена от група „Домино“. 

## Музикална кариера

### Дует „Шик“
От есента на 1982 до 1989 г. Красимир Гюлмезов работи във вокална група „Домино“, в която се запознава с бъдещата си жена Виолета. През 1990 г. двамата създават дует „Шик“. В този период пише повечето произведения за дуета си. От първата им песен през 1991 г. „Обич“ остават с 5 албума и хитове като „Не мога без теб“, „Където няма студ“ и „Просто те обичам“. Двамата музиканти са работили известно време като дует „Шик“ в Скандинавието и Кипър.
Дует „Шик“ отпразнува 20-годишнина от началото на сценичната си дейност с голям концерт в зала 1 на НДК, на който техен специален гост е италианският певец и композитор Тото Кутуньо.

### Творчество и сътрудничества
Лили Иванова, Нели Рангелова, Веселин Маринов, Росица Кирилова, Георги Христов, Орлин Горанов, Мариана Попова, Николай Манолов и дует „Шик“ притежават в репертоарите си песни на Красимир Гюлмезов. Гранд дамата на българската популярна музика Лили Иванова е изпяла 5 песни на композитора, сред които и „За тебе бях“. Нели Рангелова е певицата, за която той е написал най-много шлагери (около 20). Някои от тях са „Що ли те чакам още“ и „Може би“, както и два дуета с Георги Христов („Една любов“ и „Кристален свят“).
Актуален хит е друга дуетна песен, създадена от Красимир Гюлмезов, баладата „Чуй ме“ в изпълнение на Мариана Попова и Орлин Горанов, която е звучала и на сцената на зала „България“. И Веселин Маринов е изпял през годините много творби на композитора, в това число и „Нощ над града“ – първата, написана от Красимир Гюлмезов. Старт за младия поп изпълнител Николай Манолов се оказва песента „По-добре“, която е класирана на III място в българския избор на песен за „Евровизия“.
През 2014 г. Красимир Гюлмезов, съпругата му Виолета и Ева Найденова създават триото „Тоника Домини“, като издават албум с популярни песни от репертоара на „Тоника“ и нови песни.. През същата година записват и песента „Вместо сбогом“, която е включена в дебютния албум на триото, и е посветена на съпруга на певицата Ева Найденова Георги Найденов – Гого.
На 25 март 2015 г. се състои голям концерт в зала 1 на НДК на „Тоника Домини“, посветен на Георги Найденов – „Спомен за Гого“, включващ песни от репертоара на „Тоника“, „Фамилия Тоника“, „Домино“ и дует „Шик“. Концертът е и в памет на другия починал певец от група „Тоника“ – Иван Христов. Следват концерти из страната.

## Филмография

### „Майната ти любов“ (2025)
През 2025 г. Красимир Гюлмезов изпълнява една от ключовите роли в драматичния филм „Майната ти, любов“ на режисьора Исидор Карадимов. Във филма той играе образа на Виктор – бивш естраден певец в края на кариерата си, въвлечен в сложна емоционална история между минало и настояще. Ролята включва ретроспективни сцени, в които героят преживява стари любовни драми и тайни, които се преплитат с основната сюжетна линия. Гюлмезов си партнира с Лияна, Константин, Вили Гюлмезова и Нели Рангелова. Неговият герой изпълнява и оригинални музикални произведения, които съпътстват развитието на действието.
- „Корпус за бързо реагиране 2: Ядрена заплаха“ (2014)